# Санджня
Санджня (саньня) (пали IAST: saññā-kkhandha, санскр. संज्ञा, IAST: saṃjñā; кит. трад. 想蘊, упр. 想蕴, пиньинь xiǎng yùn) — скандха различения (распознавания); группа или совокупность восприятий, относящихся к сознанию и представлению, охватывающая как рассудочные (савичара) так и интуитивные (авичара) способности к различию свойств объектов окружающего мира.
В первом значении часто переводится как «смысл»

## Терминология
Термин санджня в буддистской психологии трактуется как мгновенное переживание различия наблюдаемых составных элементов (отличие «длинного» от «короткого», «синего» от «белого» и т. д.). На присутствии этого элемента основана вообще возможность сознательной жизни, так как иначе всё казалось бы одинаковым. Термин санджня наиболее близко соответствует термину восприятие в современной психологии.